# ميليسا فليمنغ
ميليسا روث فليمنج صحفية وكاتبة أمريكية ومسؤولة في الأمم المتحدة. تتولى رئاسة إدارة الأمم المتحدة للتواصل العالمي منذ عام 2019.
وهي مؤلفة كتاب أمل أقوى من البحر.